# Sport Boys Warnes
Sport Boys Warnes ist ein bolivianischer Fußballverein aus Warnes. Er trägt seine Heimspiele im Estadio Samuel Vaca Jiménez aus.

## Geschichte
Der Verein wurde am 17. August 1954 gegründet. Er erreichte 2013 den zweiten Platz der Liga Nacional B und stieg zum ersten Mal in seiner Geschichte in die bolivianische Primera División auf. Warnes verpflichtete Anfang 2014 den ehemaligen argentinischen Fußballspieler Néstor Clausen als neuen Trainer. Im Jahr 2014 unterzeichnete der amtierende bolivianische Präsident Evo Morales einen Vertrag über 200 US-Dollar pro Monat mit den Sports Boys Warnes und wurde damit zum ältesten aktiven Profifußballer der Welt. 2015 gelang dem Verein der erste Titelgewinn, indem die Apertura der Spielzeit gewonnen werden konnte. Der Verein geriet allerdings in finanzielle Schwierigkeiten und stieg 2019 in die Regionalliga ab.

## Erfolge
- Bolivianischer Meister: Apertura 2015

## Ehemalige Spieler
- Evo Morales (2014)
- Jhasmani Campos (2016)

## Trainer
- Néstor Clausen (2014)